# ورنر کرایپه
ورنر کرایپه (به آلمانی: Werner Kreipe) (زاده ۱۲ آوریل ۱۹۰۴ – مرگ ۷ سپتامبر ۱۹۶۷) یک ژنرال آلمانی در دوره رایش سوم و از ۲ اوت ۱۹۴۴ تا ۲۸ اکتبر ۱۹۴۴ رئیس ستاد کل لوفت‌وافه بود.